# Lac Cornu (Vallée d'Aoste)
Pour les articles homonymes, voir Lac Cornu.
Le lac Cornu se trouve dans la commune valdôtaine de Champdepraz à 2 170 mètres d'altitude à l'intérieur du parc naturel du mont Avic.
Il se situe près du lac Blanc et du lac Noir, ainsi que du Refuge Barbustel - Lac Blanc.
Il est alimenté par plusieurs ruisseaux.